# سنبل‌الطیب قرمز
سنبل‌الطیب قرمز (نام علمی: Centranthus ruber) نام یک گونه از سرده والرین کاذب است.